# 龍口直太郎

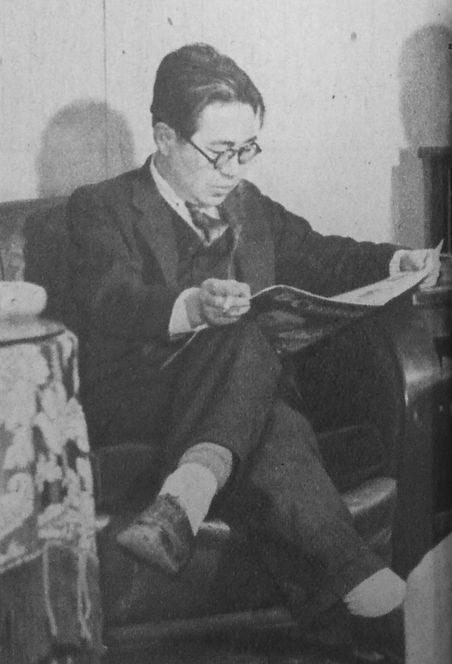
1949年の龍口直太郎

龍口 直太郎（たつのくち なおたろう、1903年9月14日 - 1979年8月1日）は、日本のアメリカ文学研究者。早稲田大学名誉教授。
「瀧口直太郎」「滝口直太郎」と名前が誤記されることもある。
スタインベック、コールドウェル、カポーティなどの作品を数多く翻訳。また英国文学でもモームの翻訳が多く、日本モーム協会に参加。英文解釈や作文などの教科書も数多く執筆した。

## 経歴
東京府生まれ。聖学院中学校（現聖学院高等学校）卒業後、東京外国語学校英語科に進学、卒業。アメリカ文学を専攻し、早稲田大学教育学部教授を長年務め、退職後は名誉教授に就いた。
早稲田大学での教え子に角野栄子がいた。

## 著書
- 『英文解釈の基礎と応用』（三省堂） 1938
- 『新英文解釈研究』（時事英語社） 1947
- 『コンサイス英文基本形集成』（開隆堂） 1948
- 『米語の生態』（語学出版社） 1949
- 『高等英文解釋』（評論社） 1951
- 『コンサイス英文解釋讀本 基礎篇』（開隆堂出版） 1952
- 『英文法 基礎と応用』（評論社） 1953
- 『公式中心英文解釈の基礎』（評論社） 1956
- 『三位一体テーブル式基礎英語便覧』（評論社） 1957
- 『基礎英作文便覧』（評論社） 1957
- 『とらいあんぐる』（評論社） 1958
- 『旅と作家と私と』（評論社） 1960
- 『長い英文のこなし方』（評論社） 1963

その他共編、改訂で教科書、参考書が多数にのぼる。

## 翻訳
- 『動物園に入つた男』（A Man in the Zoo、デイヴイツト・ガーネツト、春陽堂） 1933、のち角川文庫
- 『吾等がために踊れ』（ジョン・ゴールズワージ、岩波文庫） 1937
- 『別れの歌 ルーシー・ゲイハート』（Lucy Gayheart、ウィラ・キャサー、新潮社） 1940、のち角川文庫
- 『アメリカ笑話集』（東西出版社） 1946
- 『禁断の実 スリラー小説』（ジェームス・ハリス、文京出版） 1949
- 『グスタッフ・ヴァーサの脱走と冒険』（H・W・ヴァン・ルーン、雄鶏社） 1949
- 『血の宣言』（Kingsblood Royal、シンクレア・ルイス、リスナー社） 1949
- 『神を求める人』上・下（The God-Seeker、シンクレア・ルイス、三笠書房） 1950
- 『病気と私』（ベティ・マクドナルド(Betty MacDonald)、雄鶏社） 1950
- 『1984』（ジョージ・オーウェル、吉田健一共訳、文藝春秋新社） 1950
- 『アメリカ式作法と会話』（ジェイムス・ハリス、有精堂） 1950
- 『サンクチュアリ - 罪の祭壇』（Sanctuary、W・フォークナー、西川正身共訳、月曜書房） 1950、のち新潮文庫
- 『人間マルクス』（レオポルト・シュワルツシルト(Leopold Schwarzschild)、雄鶏社） 1950
- 『英語の歴史』（ローガン・P・スミス、国際出版社） 1951
- 『卵と私』（ベティ・マクドナルド、雄鶏社） 1951
- 『いまひとたびの春』（One More Spring、ロバート・ネイサン、岩波書店） 1951
- 『私の英文手紙 書き方と実例』（ジェイムス・ハリス、有精堂） 1951
- 『エミリーの薔薇』（A Rose for Emily、W・フオークナー、コスモポリタン社） 1952、のち「フォークナー短篇集」（新潮文庫）
- 『キリマンジャロの雪』（ヘミングウェイ、角川文庫） 1953
- 『山彦の家』（T・F・ポイス(Theodore Francis Powys)、筑摩書房）） 1953年
- 『月は沈みぬ』（The Moon Is Down、スタインベック、新潮文庫） 1953
- 『秘密の花園』（フランシス・ホジスン・バーネット、新潮文庫） 1954
- 『アメリカ社会文化史』全3巻 （M・カーチ、鶴見和子, 鵜飼信成共訳、法政大学出版局） 1954 - 1958
- 『鎧なき騎士』（ジェイムズ・ヒルトン、生活百科刊行会、世界大衆小説全集） 1955、のち創元推理文庫
- 『アメリカの短篇小説』（レイ・B・ウェスト Jr.、大橋吉之輔共訳、評論社） 1955
- 『敵も人間』（ラインホルト・パーベル、田中書店） 1956
- 『シートン選集 第1期』第1 - 6巻（シートン、評論社） 1956 - 1957
- 『夜はやさし』（Tender is the Night、F・スコット・フィッツジェラルド、荒地出版社、現代アメリカ文学全集3） 1957
- 『ボムベイの夜』上・下（ルイス・ブロムフイールド、東京創元社、世界大ロマン全集） 1957
- 『学校の殺人』（Murder at School、ジェイムス・ヒルトン、東京創元社） 1958、のち創元推理文庫
- 『遠い山彦』（ダグラス・ラザフォード(Douglas Rutherford)、東京創元社、クライム・クラブ） 1958
- 『若い恋人たち』（ジュリアン・ヘィルヴィ(Julian Halevy)、講談社） 1958
- 『現代心理小説研究』（リオン・エデル(Leon Edel)、高橋道共訳、評論社） 1959
- 『文芸推理小説26人集』第1・2（エラリー・クイーン編、東京創元社） 1960 - 1961
- 『追跡者』（T・フリードマン、朝日新聞社） 1961
- 『過ぎし愛へのかけ橋』（パール・バック、河出書房新社） 1963
- 『エリダー 黄金の国』（アラン・ガーナー、評論社） 1969
- 『アメリカの短篇小説』（レイ・B・ウェスト、大橋吉之輔共訳、評論社） 1971
- 『赤い小馬』（The Red Pony、スタインベック、旺文社文庫） 1972
- 『愛しき背信者』（シーラ・グレアム、新潮社） 1973

### マーク・トウェイン
- 『アダムの日記』（Papers from the Adam Family、マーク・トウェイン、杉木喬共訳、八雲書店） 1949
- 『イヴの日記』（Papers from the Adam Family、マーク・トウェイン、岩波文庫） 1952
- 『アーサー王宮廷のヤンキー』（マーク・トウェイン、創元推理文庫） 1976

### アースキン・コールドウェル
- 『巡回牧師』（Journeyman、アースキン・コールドウェル、月曜書房） 1950、のち新潮文庫
- 『神の小さな土地』（God's Little Acre、コールドウェル、三笠書房） 1952、のち新潮文庫
- 『神の確かな手』（The Sure Hand of God、コールドウェル、三笠書房） 1953
- 『七月の騒動』（Trouble in July、コールドウェル、新潮文庫） 1955
- 『恋と金』（Love and Money、コールドウェル、新潮社） 1955
- 『苺つみの頃』（The strawberry season、コールドウエル、小林健治共訳、河出文庫） 1956
- 『タバコ・ロード』（コールドウェル、新潮文庫） 1957
- 『コールドウェル短篇集 第1』（コールドウェル、新潮文庫） 1957

### サマセット・モーム
- 『劇場』 （サマセット・モーム、三笠書房、サマセット・モーム選集4） 1950、のち新潮文庫
- 『女ごころ』（Up at the villa、三笠書房、サマセット・モーム選集7） 1951、のち新潮文庫
- 『コスモポリタン 短篇集』（サマセット・モーム、新潮社、サマセット・モーム全集20） 1955
  - 『モーム短篇集 第10 人間的要素』（新潮文庫） 1961
  - 『モーム短篇集11 コスモポリタン』（新潮文庫） 1962
- 『秘密諜報部員』（サマセット・モーム、東京創元社） 1956、のち創元推理文庫
- 『月と六ペンス』（モーム、筑摩書房、世界名作全集） 1960、のち旺文社文庫
- 『お菓子とビール』（Cakes and Ale、モーム、旺文社文庫） 1971

### トルーマン・カポーティ
- 『ティファニーで朝食を』（トルーマン・カポーティー、新潮社） 1960、のち新潮文庫
- 『冷血』（カポーティー、新潮社） 1967、のち新潮文庫
- 『夜の樹』（A Tree of Night、カポーティ、新潮社） 1970、のち新潮文庫

### アーサー・コナン・ドイル
- 『失われた世界』（コナン・ドイル、創元推理文庫） 1969
- 『毒ガス帯』（コナン・ドイル、創元推理文庫） 1971
- 『霧の国』（コナン・ドイル、創元推理文庫） 1971

## 共編著
- 『欧米人との社交常識』（グレン・エフ・ベイカー共著、三省堂） 1941
- 『現代アメリカ文学』（吉武好孝共編、有信堂） 1958

## 記念論集
- 『とらんしじょん 龍口直太郎教授古稀記念文集』（評論社） 1973